# جي. هارولد غريدي
جي. هارولد غريدي هو محامي وقاضي وسياسي أمريكي، ولد في 27 فبراير 1917 في ويليامسبورت في الولايات المتحدة، وتوفي في 9 يناير 2002. نشط حزبياً في الحزب الديمقراطي. وقد انتخب عمدة بالتيمور ‏.